# Federação Internacional de História e Estatísticas do Futebol
A Federação Internacional de História e Estatísticas do Futebol (em inglês: International Federation of Football History & Statistics - IFFHS) é uma organização que divulga recordes do futebol, bem como também suas estatísticas. A instituição foi fundada em 27 de março de 1984 pelo alemão dr. Alfredo Pöge em Leipzig, na Alemanha. Durante um tempo sua sede foi em Abu Dhabi, nos Emirados Árabes, mas foi mudada para Bonn, na Alemanha.
IFFHS não é um órgão da FIFA, apesar de seu trabalho eventualmente ser citado no site da federação.
Muitos recordes são divulgados e atualizados mensalmente, tendo maior destaque e interesse para o público o ranking dos maiores clubes e o ranking anual de artilheiros mundiais.

## Principais divulgações
- Ranking mundial de clubes (atualizado anualmente)
- Ranking anual dos melhores goleiros
- Ranking anual dos melhores treinadores (clubes e seleções)
- Ranking anual dos melhores árbitros
- Goleiros com maior tempo sem sofrer gols